# Őslények országa 4. – Út a ködös völgybe
A Őslények országa 4. – Út a ködös völgybe (eredeti cím: The Land Before Time IV: Journey Through the Mists) 1996-ban bemutatott amerikai rajzfilm, az Őslények országa sorozat negyedik része. A rendezője és a producere Roy Allen Smith, az írója Dev Ross, a zeneszerzői Michael Tavera és James Horner. A filmet a Universal Cartoon Studios gyártásában készült, az MCA/Universal Home Video forgalmazásában jelent meg. Műfaját tekintve kalandfilm.
Amerikában 1996. december 10-én mutatták be.

## Szereplők
| Szereplő            | Eredeti hang    | Magyar hang       |
| ------------------- | --------------- | ----------------- |
| Tappancs            | Scott McAfee    | Előd Álmos        |
| Kistülök            | Candace Hutson  | Szőnyi Juli       |
| Kacsacsőr           | Heather Hogan   | Molnár Ilona      |
| Röpcsi              | Jeff Bennett    | Bolba Tamás       |
| Tüskés              | Rob Paulsen     | (saját hangján)   |
| Ali                 | Juliana Hansen  | Nemes Takách Kata |
| Ali anyukája        | Tress MacNeille | Náray Erika       |
| Dil                 | Tress MacNeille | Halász Aranka     |
| Tappancs nagymamája | Linda Gary      | Császár Angela    |
| Tappancs nagypapája | Kenneth Mars    | Szabó Gyula       |
| Ichy                | Jeff Bennett    | Bognár Zsolt      |
| Öreg néne           | Carol Bruce     | Tolnay Klári      |
| Hathi               | Charles Durning | Verebély Iván     |
| Mesélő              | John Ingle      | Versényi László   |